# Linardići
Linardići, lok. čak. Linardić, su selo na otoku Krku.

## Smještaj
Linardić se nalazi na zapadnom dijelu otoka Krka koji se naziva Šotovento. Smješten je u unutrašnjosti otoka, nekoliko kilometara ponad uvala Vela i Mala Jana i Jarjacul, a nad kanalom Srednja vrata.
Samo kilometar sjeverozapadno je selo Milohnić. Nešto dalje od Milohnića su i Brzac te na moru Glavotok. Istočno su Bajčić, Nenadić i Poljica, a na jugoistoku Žgaljić i Skrpčić. Od Malinske i Krka je udaljen 10-ak km.
Iako pripada Gradu Krku, ima poštanski broj Malinske.

## Povijest, naziv mjesta, prezimena
Smatra se da je Linardić nastao u 15. st., vjerojatnije u drugoj polovici. Očito ga je osnovala obitelj Linardić, ili više obitelji tog prezimena, a koje je prezime i danas prevladavajuće u selu. U 15. st. na područje Šotoventa i Dubašnice krčki knez Ivan VIII Frankapan naselio je 200-tinjak vlaških obitelji s Velebita. Moguće je da je tom prilikom knez dao obitelji Linardić područje na kojem se danas nalazi selo kao zamjenu za izgubljene posjede zbog doseljenja vlaškog  (murlačkog) življa. Obitelj Linardić prvotno je živjela u samom gradu Krku. Već početkom 16. st. uz Linardiće se ističe i obitelj Jurasić, ali ni ona nije vlaškog podrijetla nego je, prema predaji, došla s otoka Cresa.
Još i danas se za kraj između Linardića i obližnjeg Pinezića zadržao naziv Kambun. Taj naziv vjerojatno vuče porijeklo iz starog krčkog romanskog narječja veclisun ili veljoto, a znači "polje". Kambun je nekada bilo naselje, vjerojatno današnje selo Žgaljić nedaleko Linardića, a koje je dakle postojalo puno ranije nego što je nastalo selo Linardić.
Uz Linardić, malo sjevernije, nekada je postojao i zaselak Sibikoči, a južno Hrahorići. Ti su zaseoci bili vrlo starog nastanka, znatno prije nego Linardić.

## Stanovništvo
Prema posljednjem popisu stanovništva iz 2001. g. u Linardiću su živjela 102 stanovnika.
Kretanje broja stanovnika Linardića jedinstveno je na otoku Krku. Većina krčkih naselja bilježi nekoliko porasta i smanjenja broja stanovnika u posljednjih stoljeće i pol, koliko se vrše službena mjerenja. Međutim, kod Linardića je kretanje broja stanovnika vrlo jednostavno. Od 1857. g., kada je proveden prvi službeni popis stanovništva, sve do sredine 20. st. bilježi se blagi, ali kontinuirani porast broja stanovnika. Nakon toga slijedi kontinuirani pad broja žitelja. Tako je u Linardiću 1900. godine živjelo 199 žitelja, 1921. g. 214, a 1948. g. je dosegnut najveći broj od 253 stanovnika. Već 1953. g. broj žitelja je smanjen na 23, 1981. g. ih je 131 te 1991. g. 116.
| broj stanovnika | 151   | 166   | 137   | 187   | 199   | 206   | 214   | 221   | 253   | 233   | 224   | 174   | 131   | 116   | 102   | 139   | 151   |
|                 | 1857. | 1869. | 1880. | 1890. | 1900. | 1910. | 1921. | 1931. | 1948. | 1953. | 1961. | 1971. | 1981. | 1991. | 2001. | 2011. | 2021. |

## Gospodarstvo
Stanovnici Linardića oduvijek su se bavili prvenstveno poljoprivredom i to naročito ratarstvom i stočarstvom, manje maslinarstvom i tek neznatno vinogradarstvom. I danas je poljoprivreda najvažnija gospodarska grana, ali postoji i manji broj obrtnika, a dio žitelja radi i u obližnjima Krku i Malinskoj. Turizam još nije razvijen, osim nekoliko smještajnih kapaciteta.

## Znamenitosti
- Crkva svete Fuske u Linardiću je župna crkva za sela Linardić, Pinezić, Skrpčić, Brzac. Nastala je proširivanjem dotadašnje kapele svetog Antuna opata 1885. g., a sama kapela je bila izgrađena 1627. godine. Nekada se župna crkva svete Fuske nalazila kraj mora, na osami, podno sela Pinezić. Međutim, s vremenom su po Šotoventu bile izgrađene druge kapele i crkve pa je ta crkva na moru bila sve slabije posjećivana. Zato se sredinom 19. st. željelo izgraditi novu župnu crkvu u nekom od sela. Dvojba je bila izgraditi ju u Linardiću ili u Skrpčiću, tada najvećim selima tog kraja. Iako se planirala graditi potpuno nova crkva, zbog otpora mještana Skrpčića izgradnji župne crkve u Linardiću te zbog odbijanja sudjelovanja u gradnji, odlučilo se samo proširiti već postojeću kapelu svetog Antuna opata te zadržati ime svete Fuske zbog višestoljetne tradicije. Oltar svetog Antuna preseljen je i postao je pobočni oltar. Glavni oltar crkve oslikao je Luka Valentini iz Labina. 1973. g. dograđena je sakristija i preuređeno svetište i dio crkve.

- Nedaleko Linardića nalazi se zaseok Glavotok u kojem od 1507. g. na samoj obali mora postoji franjevački samostan

## Vanjske poveznice
- Službene stranice grada Krka
- Službene stranice Turističke zajednice Grada Krka